# Grosse Pointe Farms
Grosse Pointe Farms é uma cidade localizada no estado americano do Michigan, no Condado de Wayne.

## Demografia
Segundo o censo americano de 2000, a sua população era de 9764 habitantes.
Em 2006, foi estimada uma população de 9174, um decréscimo de 590 (-6.0%).

## Geografia
De acordo com o United States Census Bureau tem uma área de 31,9 km², dos quais 7,0 km² cobertos por terra e 24,9 km² cobertos por água.

## Localidades na vizinhança
O diagrama seguinte representa as localidades num raio de 4 km ao redor de Grosse Pointe Farms.